# SNCF BB 26000 sorozat
Az SNCF BB 26000 sorozat egy francia kétáramnemű (1,5 kV DC, 25 kV 50 Hz AC), B'B' tengelyelrendezésű villamosmozdony-sorozat. A mozdonyokat az Alstom gyártotta 1988 és 1998 között. Összesen 234 db készült az SNCF részére. A mozdonyokat EuroCity, TER, TER 200 és tehervonatok továbbítására is felhasználják.
Beceneve Sybic. (Sinchrone Bicourant)

## Színek
A mozdonyok eredetileg narancssárga-sötétszürke-világoisszürke színben készültek, de az évek során több különböző színváltozat is kialakult:

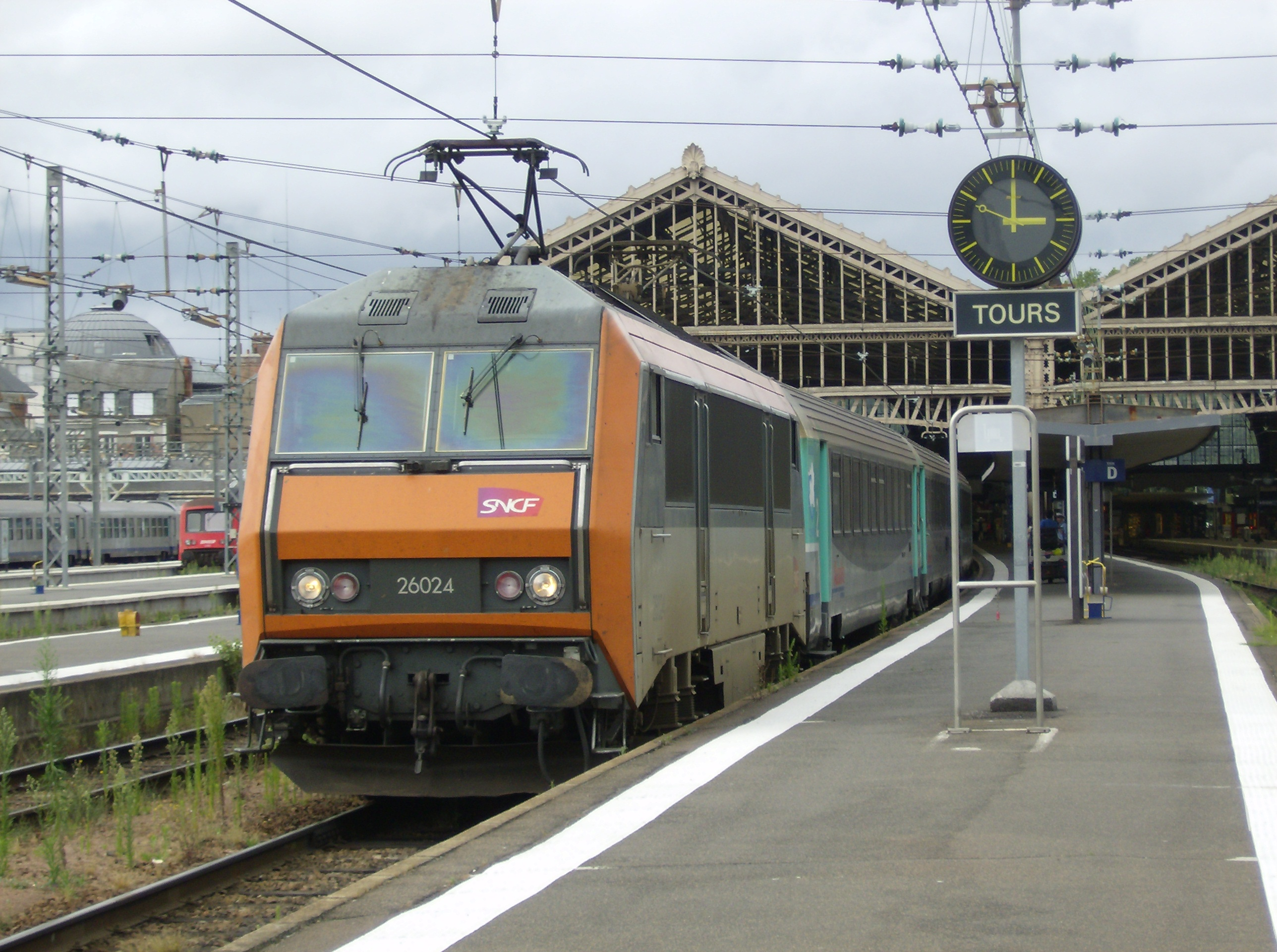
Standard Sybic változat
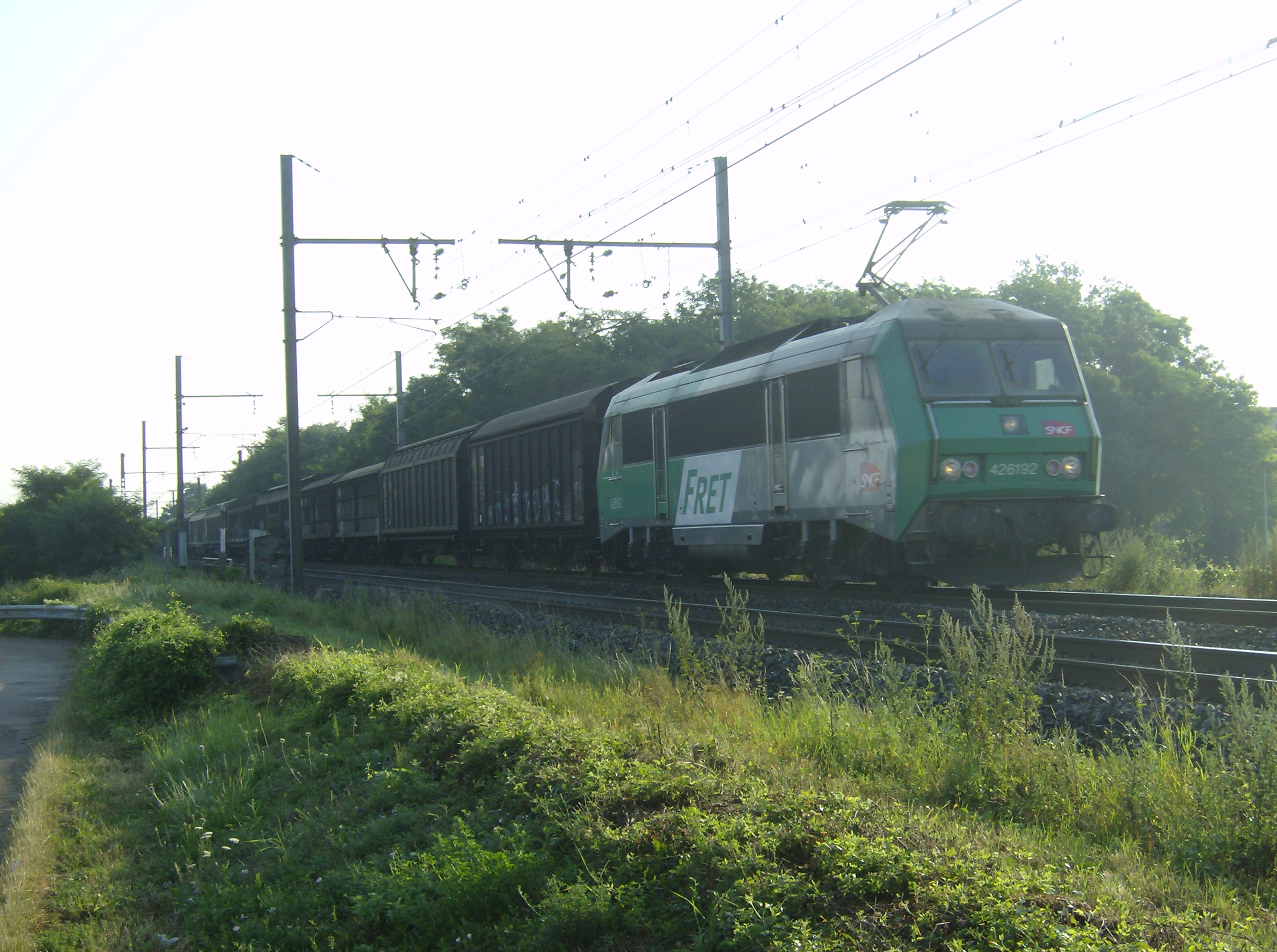
A Fret SNCF zöld változata
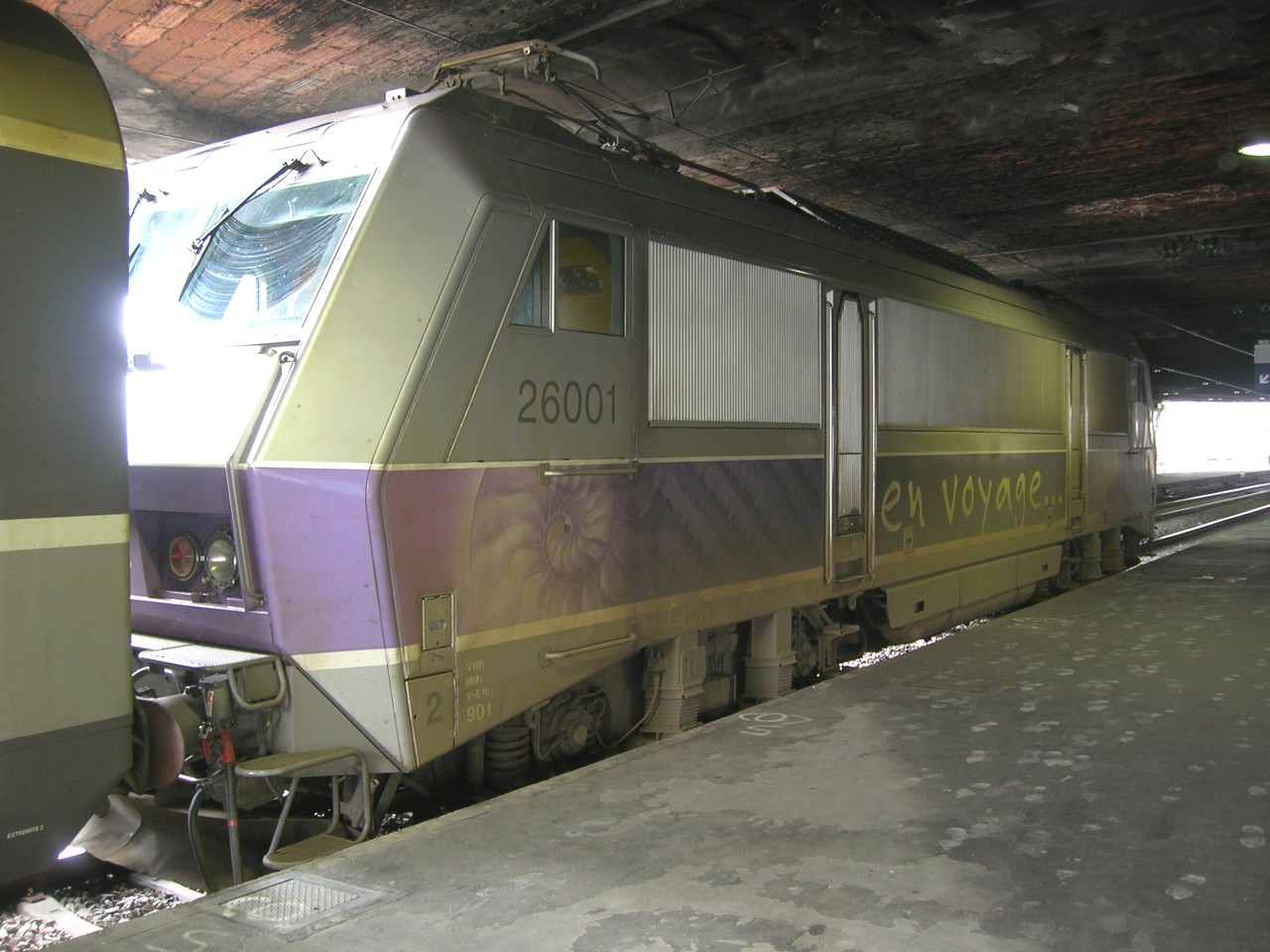
En voyage változat
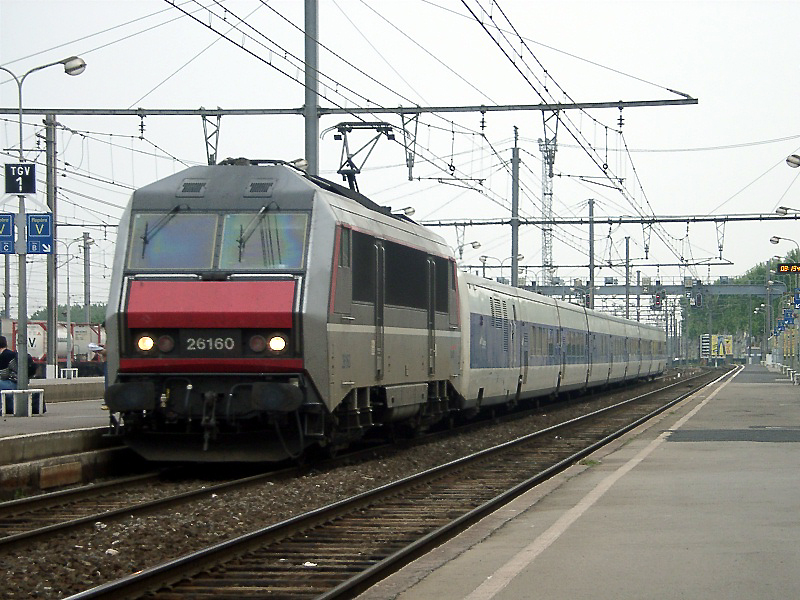
Corail+ változat